# Икирун
Ики́рун (англ. Ikirun) — город в юго-западной части Нигерии, на территории штата Осун. Входит в состав района местного управления Ифелодун.

## Географическое положение
Город находится в северной части штата, к северу от реки Ошун, на высоте 441 метра над уровнем моря.
Икирун расположен на расстоянии приблизительно 10 километров к северо-востоку от Ошогбо, административного центра штата и на расстоянии 320 километров к западу-юго-западу (WSW) от Абуджи, столицы страны.

## Население
По данным переписи 1991 года численность населения Икируна составляла 76 565 человек.
Динамика численности населения города по годам:
| 1991   | 2012    |
| ------ | ------- |
| 76 565 | 153 784 |

## Экономика
Основу экономики Икируна составляет сельскохозяйственное производство. Основными продуктами городского экспорта являются хлопок, табак, ямс, маниок, кукуруза, тыква, фасоль и бамия, а также текстиль.

## Транспорт
Сообщение Икируна с другими городами Нигерии осуществляется посредством железнодорожного и автомобильного транспорта.
Ближайший аэропорт расположен в городе Ошогбо.